# Casa Kentucky
La Casa Kentucky (en inglés: Kentucky Home) es una casa histórica ubicada en Miami, Florida. La Casa Kentucky se encuentra inscrita  en el Registro Nacional de Lugares Históricos desde el 4 de enero de 1989. Forma parte del Downtown Miami MRA

## Ubicación
La Casa Kentucky se encuentra dentro del condado de Miami-Dade en las coordenadas 25°47′10″N 80°11′31″O / 25.786111, -80.191944.